# Richard Tyler (Los 4400)
Richard Tyler es un personaje ficticio de la serie de televisión The 4400 (Los 4400) de USA Network. Está interpretado por Mahershalalhashbaz Ali.

## Historia
Richard es un afrodescendiente nacido en 1922 en St. Louis, Misuri. Era piloto de combate y mantenía una relación amorosa con Lily Bonham, una mujer blanca, algo que en su época estaba muy mal visto. El 11 de mayo de 1951, en Corea del Sur, sus compañeros pilotos se enteraron de esta relación y atacaron a Richard en una tienda de su campamento. Inmediatamente después de la salida de sus compañeros de la tienda, Richard fue abducido. 

### Primera temporada
Tras su regreso con el resto de los 4400, Richard se hace amigo de una mujer que conoce en la cuarentena. Ella era muy parecida a su antigua novia y al final resulta ser su nieta, Lily Moore. Al salir de la cuarentena, Richard regresa a su antiguo barrio y descubre que ya no está, así que llama a Lily, pero en su casa no saben nada de ella. Richard recuerda entonces que Lily le había contado que solía llevar a su hija Heidi a un parque y va allí a buscarla. 
Tras el reencuentro, Lily le cuenta que está embarazada y deciden entonces comprar un piso para compartirlo. Cuando los 4400 empiezan a ser atacados, ambos se mudan a la urbanización de Jordan Collier y éste le da a Richard un puesto en el departamento de seguridad. Al encontrar indicios de que Collier intenta volver a Lily en su contra, Richard y Lily deciden huir de la urbanización.

## Poderes
El poder de Richard es la telequinesis, la capacidad de mover objetos con la mente. Lo descubre en el último episodio de la segunda temporada, “Los jefes de mamá”, cuando tras quitarle el inhibidor de promicina, lleva un vaso hasta su mano con solo pensarlo.
- Datos: Q834706